# Jakub Parkoszowic
Jakub Parkoszowic, né à Żurawica, mort entre le 4 le 9 septembre 1452, noble de la famille Godziemba, linguiste et grammairien polonais, chanoine de Cracovie, professeur et recteur de l’Académie de Cracovie. Il est l'auteur du premier projet d’orthographe polonaise qui, bien qu’il n’ait pas été adopté dans la pratique, est important dans l’histoire de la langue polonaise (pl). Il est une des figures les plus importantes de la communauté intellectuelle polonaise du XVe siècle.

## Biographie
Fils de Jakub, héritier de Żórawice près de Sandomierz. En 1421, il s’inscrit à la faculté des arts libéraux de l’Académie de Cracovie, où il est diplômé en 1422 puis, en 1427, il passe sa maîtrise. Il étudie également le droit canonique et, vers 1433, il devient docteur droit. Dans les années 1439-1441, il est quatre fois recteur de l’Académie de Cracovie. Il est mentionné comme curé de l’église de Skałka à partir de 1439 et comme chanoine du chapitre de Cracovie à partir de 1449. Il meurt vers 1455.

## Œuvre

### Traité d’orthographe polonaise

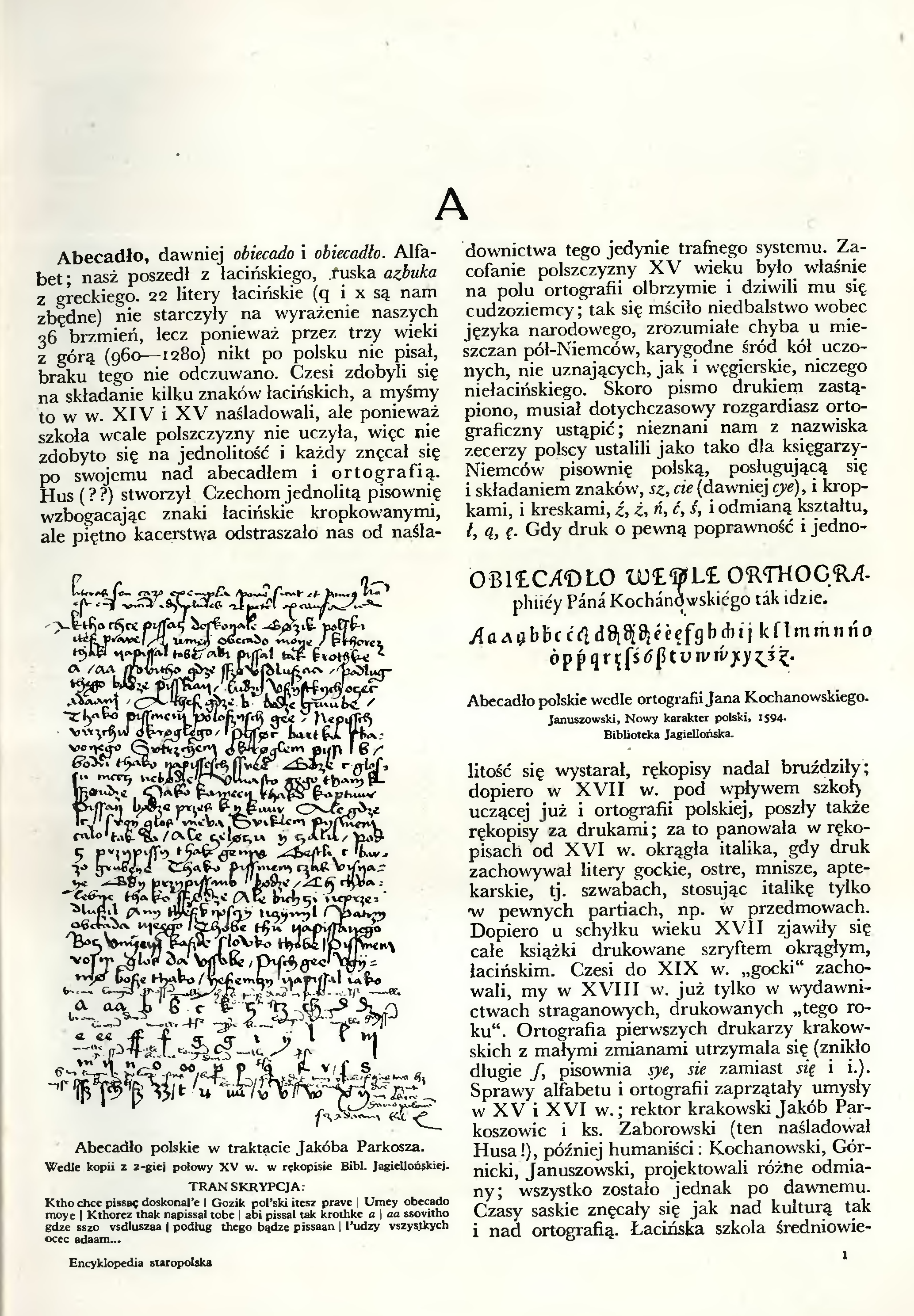
Une copie du XVe siècledu traité de Parkoszowica à l’entrée Abecadło de l’Encyklopedii straropolskiej de Brückner.

L’objectif principal de Jakub Parkoszowic est, à l’instar de Jan Hus, d’adapter l’alphabet latin pour transcrire les sons de la langue polonaise avec l’écriture. Il inclut ses pensées dans un texte écrit vers 1440, communément appelé Traité d’ orthographe polonaise, le texte est conservé sans titre, dans une copie réalisée (probablement à partir d’une autre copie) dans les années 1460-1470 par deux scribes (l'un d’eux signé Warzykowski). Il contient un traité latin écrit en prose et un poème polonais, composé de 34 huit syllabes rimées par paires. Le manuscrit se trouve à la Bibliothèque Jagellonne comme fragment d’un recueil contenant également d’autres textes .
Parkoszowic consacre l’essentiel de son travail à établir un nombre suffisant de lettres distinctes de l’alphabet pour les sons trouvés dans la langue polonaise. Il distingue graphiquement les consonnes douces des consonnes dures et les voyelles longues des voyelles courtes. Les informations sur la phonétique des voyelles contenues dans le traité permettent de conclure que la longueur était une propriété phonologique  même au milieu du XVe siècle. L’opposition voyelle longue voyelle courte différenciait le sens des mots, comme il l'écrit dans le traité : « Chez les Polonais, toutes les voyelles sont soit allongées, soit nettement raccourcies. Leur allongement ou leur raccourcissement entraîne des sens différents des mots. »  Par exemple, les voyelles longues devaient s’écrire en doublant la lettre : ‹ aa ›, ‹ ee ›, etc. Les consonnes polonaises étaient parfois transcritent avec deux, voire trois lettres, par exemple : ‹ ch ›, ‹ dz ›, ‹ ff ›, etc. Cependant, la distinction entre les sons durs et doux reposait sur l’utilisation de nouveaux symboles graphiques, par exemple : b dur devait avoir une panse carré et non rond comme celui que nous connaissons. Parkoszowic n’a pas utilisé de signes diacritiques, excepté pour les points du ‹ ÿ › (ou ‹ ij › antérieur (parfois sous la forme de y avec deux lignes diagonales : ‹ y̋ ›)) et le point du ‹ i ›. Selon Michałowska le stock de lettres latines a été élargi par le signe ‹ ø › désignant une voyelle nasale, mais d’autres chercheurs pensent que ce signe a été utilisé dans cette fonction dès le XIIIe siècle (cf. ‹ ꟁ ›).
Parkoszowic résume les principes, enseignés en latin, dans un court poème polonais à la fin du traité :
| |
| Reproduction approximative : Ktho chce pissaç doskoŋal’e Gøzik pol’ski itesz prave / Umeÿ obecado moÿe / Kthorez thak ŋapissal tob’e / ab’i pissal tak krothke [...] |
| Orthographe moderne : Kto chce pisać doskonale Język polski i też prawie Umiej obiecad[ł]o moje, Którem tak napisał tobie aby pisał tak krotkie [...]                |

Ce poème est suivi d’une liste de toutes les lettres de l’alphabet et de variantes orthographiques suggérées. Le traité est précédé d’une préface d’un auteur inconnu contemporain de Parkosz, caractérisé par une érudition humaniste, constituant un document important de la lutte consciente pour l’égalité des droits de la langue nationale avec le latin. Dans la préface, la notion d’erreur linguistique apparaît pour la première fois en polonais.
Les propositions orthographiques incluses dans le travail, telles que des formes de lettres distinctes pour désigner les consonnes douces et dures, n’ont pas été adoptées en raison de différences significatives par rapport à la pratique acceptée et de l’opacité et de la complexité des règles proposées. Le système orthographique de Parkoszowic n’a pas été utilisé dans la pratique et ses concepts théoriques n’ont pas non plus été suivis. Le deuxième traité connu sur l'orthographe polonaise, Ortografia de Stanisław Zaborowski, n’a été publié qu’au début du XVIe siècle.